# Raymond Desjardins
Pour les articles homonymes, voir Desjardins.
Raymond L. Desjardins est chercheur scientifique principal à Agriculture et Agroalimentaire Canada (AAC), au sein de la Division de l’agroenvironnement du Centre de recherche et de développement d’Ottawa. Ses domaines d’expertise comprennent la météorologie agricole, la micrométéorologie, la qualité de l’air et les changements climatiques. Il est membre de la Société royale du Canada, colauréat du prix Nobel de la paix décerné en 2007 au Groupe d’experts intergouvernemental sur l’évolution du climat (GIEC) et a été nommé membre de l’Ordre du Canada en 2018 pour ses travaux de recherche en agrométéorologie et ses dispositifs novateurs de quantification des émissions de gaz à effet de serre (GES),.

## Biographie

### Formation
Raymond Desjardins est né et a grandi dans une ferme à Carlsbad Springs, Ontario, et vit maintenant à Luskville, au Québec. En 1963, il a obtenu un baccalauréat ès sciences en physique (avec distinction) de l’Université d’Ottawa, en 1965, une maîtrise ès sciences en météorologie de l’Université de Toronto et en 1972, un doctorat en micrométéorologie de l’Université Cornell.

### Carrière
En 1965, M. Desjardins a commencé à travailler comme chercheur scientifique à AAC, où il a dirigé de nombreux projets de recherche qui ont fait progresser les connaissances et ont permis au Canada de jouer un rôle de chef de file dans les efforts internationaux de lutte contre les changements climatiques. De 1983 à 1987, il a été agent des ressources principal dans le cadre d’un projet de l’Agence canadienne de développement international (ACDI) à Londrina, au Brésil. De 1985 à 1998, il a été professeur auxiliaire à l’Université Laval et à l’Université McGill. Il a également été conseiller scientifique pour la recherche en agrométéorologie dans la province de Québec de 1980 à 1990. M. Desjardins continue de travailler à AAC; certains de ses plus récents travaux de recherche ont porté sur la quantification de l’empreinte carbone des produits agricoles et sur la façon dont le secteur agricole pourrait réduire ses émissions de gaz à effet de serre,.
M. Desjardins compte plus de 30 années d’expérience au sein de la Commission de météorologie agricole de l’Organisation météorologique mondiale, durant lesquelles il a publié des articles sur les changements climatiques,,, dirigé une équipe chargée de diffuser les connaissances sur les répercussions de l’agriculture sur le climat et contribué au transfert de technologies agricoles dans les pays en développement. Il a fait partie de l’équipe de direction de 2014 à 2018.
M. Desjardins a également collaboré avec le GIEC au sein du Groupe de travail II. Il a également a joué le rôle de mentor auprès de nombreux jeunes chercheurs canadiens et étrangers.

### Sujets de recherche
Raymond Desjardins a mené de nombreux projets sur les changements climatiques en lien avec l’agriculture canadienne,,. Dans le cadre du programme Plan vert du Canada, il a rédigé avec la collaboration de trois autres chercheurs le livre très acclamé, La santé de l’air que nous respirons : vers une agriculture durable au Canada. Ce livre évalue la contribution de l’agriculture canadienne à la qualité de l’air et aux changements climatiques.
De 1987 à 2007, M. Desjardins a été le chef d’équipe du volet Agriculture du Programme de recherche et de développement énergétiques (PRDE). Au cours de cette période, il a dirigé le projet sur les changements climatiques du PRDE avec des représentants des cinq ministères des ressources naturelles. Il a corédigé le rapport interministériel intitulé Amélioration des puits de gaz à effet de serre : évaluation scientifique du Canada. Dans le cadre du Plan d’action 2000, il a proposé le Programme d’atténuation des GES en milieu agricole, dont les objectifs étaient de sensibiliser davantage la communauté agricole aux enjeux des changements climatiques et d’aider les producteurs à réduire leur impact sur l’environnement. Il a présidé le comité consultatif scientifique qui a travaillé en étroite collaboration avec les Producteurs laitiers du Canada, le Conseil canadien du porc, la Canadian Cattlemen’s Association et le Conseil canadien de conservation des sols pour répondre à l’intérêt grandissant du secteur agricole à l’égard des changements climatiques et aider à réduire au minimum les répercussions des changements climatiques sur les collectivités agricoles du Canada. Il a codirigé le projet de ferme modèle qui a permis de mener une recherche sur les fermes à l’échelle du pays dans le cadre du Programme d’atténuation des GES. Les résultats de cette recherche ont été résumés dans un livre intitulé Better Farming, Better Air – A Scientific Analysis of Farming Practice and Greenhouse Gases in Canada  qu’il a corédigé. Dans le cadre du projet de ferme modèle, ses collègues et lui ont mis au point la première version du calculateur de GES HOLOS, qui peut être utilisé pour calculer les émissions de GES de toute ferme au Canada.
Tout au long de sa carrière, M. Desjardins a joué un rôle clé dans d’importants projets scientifiques nationaux et internationaux visant à quantifier le fonctionnement des écosystèmes terrestres, ainsi que leur rôle dans les échanges de gaz à effet de serre. Il a dirigé la première équipe chargée de mesurer les flux de dioxyde de carbone au moyen d’une plateforme embarquée dans un avion. Cette technologie, qui a fait la couverture de la revue Science, a été utilisée pour étudier certains des principaux écosystèmes terrestres de l’Amérique du Nord. Avec cet avion, il a participé au projet First ISLSCP Field Experiment (FIFE) (Projet international d’étude de la climatologie terrestre par satellite [surface des sols]) financé par la NASA au-dessus des prairies de Konza, au Kansas, en 1987 et en 1989. Il a travaillé en étroite collaboration avec des scientifiques dans le cadre de nombreuses expériences de grande envergure, comme la Northern Wetlands Study (NOWES)  en 1990, la California Ozone Deposition Experiment (CODE) en 1991, la Boreal Ecosystem Atmosphere Study (Étude de l’atmosphère et des écosystèmes boréaux, BOREAS) dans le Nord canadien en 1994 et en 1996, la Southern Great Plain Experiment (SGP97) en Oklahoma et la MacKenzie Basin Study (MAGS) près d’Inuvik en 1999. Il a construit de nombreux systèmes d’échantillonnage uniques pour mesurer les flux de gaz à l’état de traces. L’un de ses plus récents systèmes a été utilisé à bord d’un avion de recherche atmosphérique du Conseil national de recherches du Canada pour mesurer les émissions d’oxyde nitreux et de méthane à une échelle régionale. Ces mesures ont considérablement augmenté la confiance nationale et internationale à l’égard des estimations de l’inventaire des émissions de GES du secteur agricole canadien.

## Prix et distinctions honorifiques
Voici une liste :
- 1995 Prix d’excellence en agriculture pour son rôle de chef de file dans le projet FIFE
- 1999 Membre de la Société canadienne de météorologie agricole et forestière
- 1999 Membre de l’American Society of Agronomy
- 2000 Membre de l’Institut agricole du Canada
- 2001 Prix science aux leaders du développement durable
- 2002 Colauréat du Prix international Norbert Gerbier MUMM de l’Organisation météorologique mondiale
- 2007 Colauréat du prix Nobel de la paix pour sa contribution au sein du Groupe d’experts intergouvernemental sur l’évolution du climat (GIEC)
- 2008 Lauréat du Prix d’excellence de la fonction publique du Canada[4]
- 2009 lauréat du prix Moisson d’or d’Agriculture et Agroalimentaire Canada[3]
- 2010 Lauréat du Prix pour contribution exceptionnelle à la biométéorologie de l’American Meteorological Society
- 2010 Lauréat du prix d’excellence dans la prestation de services à la Commission de météorologie agricole (CMAg) de l’Organisation météorologique mondiale (Brésil)
- 2011 Membre de la Société royale du Canada
- 2012 Lauréat de la Médaille du jubilé de diamant de la reine Élisabeth II pour avoir contribué à la science des changements climatiques à l’échelle nationale et internationale
- 2012 Séance spéciale à l’American Meteorological Society, Atmospheric Biogeoscience Conference
- 2018 Lauréat du prix d’excellence dans la prestation de services à la CMAg de l’Organisation météorologique mondiale (Corée)
- 2018 Membre de l’Ordre du Canada